# Pleurocerina turneri
Pleurocerina turneri är en tvåvingeart som först beskrevs av Camras 1961.  Pleurocerina turneri ingår i släktet Pleurocerina och familjen stekelflugor. Inga underarter finns listade i Catalogue of Life.